# 洪秀柱
洪秀柱（1948年4月7日—），中華民國政治人物，中國國民黨籍，出生於臺北市，曾任中國國民黨主席及中國國民黨副主席、立法院副院長、立法委員等職務。
洪秀柱是首位獲得中国國民黨提名參加2016年中華民國總統選舉資格的女性，也是國民黨首位正任的女性黨主席。目前擔任中華青雁和平教育基金會董事長。

## 早年成長

### 白色恐怖

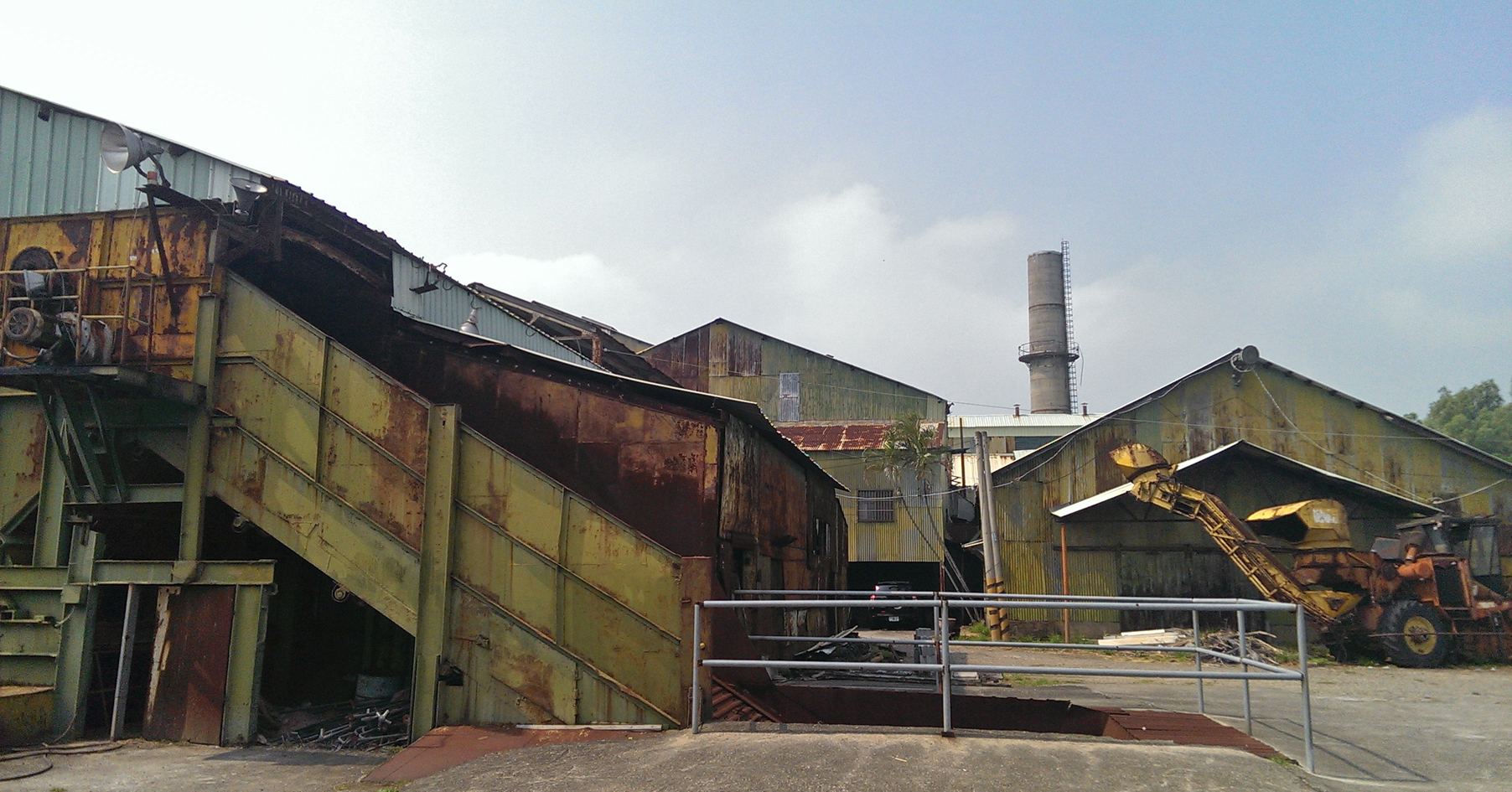
洪秀柱的父親剛到臺灣後不久，便在台灣糖業公司月眉糖廠出任廠長室秘書。

1948年4月7日，洪秀柱於臺灣省臺北市出生；在家裡3位兄妹中排行第二，上有兄長洪國柱，下有妹妹洪鳳柱。父親洪子瑜是浙江省餘姚县人，曾在上海政法大學法律學系就讀，之後擔任國民政府專賣局管理人員。1946年2月，29歲的洪子瑜跟隨嚴家淦帶領的國民政府人員接管臺灣，在數個公營事業工作後，轉至臺中縣后里鄉月眉糖廠出任基層副管理師與廠長室秘書，協助廠長處理業務，母親魯曼珍和家人也住入台灣糖業公司宿舍。1950年2月26日，負責廠區安全的內政部警政署保安警察第二總隊進入月眉糖廠招待所，指稱員工參與非法賭博，洪子瑜故當場遭逮捕。:48-51、62-67
與此同時，台灣糖業公司總經理沈鎮南被指控與中國共產黨有所聯繫。洪子瑜因生性爽朗、個性耿直且經常評論時局，被情治單位視為思想親近中國共產黨而不忠於政府。也因為得罪公營事業情報單位主管龍次雲，最後遭沈鎮南資匪案牽連。洪子瑜和數名同事在臺中縣關押1天後，隔天凌晨3時由龍次雲親自監督，從臺中縣大甲車站送往臺北市保安警察第二總隊看守所，之後在臺灣省保安司令部軍法處接受時間偵訊、威脅與利誘，當中指控、逮捕、偵訊、移送、審判等流程都由保安警察第二總隊執行。:62-67
由於遭到長時間的招供與刑罰，再想到過去有月眉糖廠員工被保安警察灌水致死、及家中仍有年幼子女，使得情緒雜亂的洪子瑜以潦草字跡寫下自白書，承認立場傾向左派、且受到他人利用成立組織。不過洪子瑜在往後8次偵訊與軍事法庭審訊中全數翻供，強調自白書是因刑求導致精神錯亂，依照偵訊者指示、誘騙、恐嚇而虛構的內容。洪子瑜對於軍事法庭法官的審問與罪狀予以否認，也憑藉法律專業仔細寫下多篇抗告書，為了避免中途遭到其他人士掉包，還在每一頁與每一頁交界處蓋上手印，作為親筆書寫的證據。:53-59
之後沈鎮南被處以死刑，20多名台灣糖業公司部屬則被判處3年至10年有期徒刑，同樣遭指控的洪子瑜則獲判無罪。因當時仍處在白色恐怖時期，法院審判庭雖然查無叛亂實質證據，但為了不破壞機關信譽，以洪子瑜思想因時局變化有所動搖為由，送至綠島鄉新生訓導處實行感化教育，為期3年3個月。之後洪子瑜每天必須從事運送磚塊、擊碎石頭等勞力工作。2015年，因時事評論員溫紳多次在政論節目上質疑洪子瑜是導致沈鎮南遭槍決的告密者和臥底，讓不滿的洪秀柱發表聲譽聲明；之後她除了在陳文茜的廣播節目上批評外，亦堅持提出刑事告訴，溫紳則批評洪秀柱藉由司法訴訟壓制言論自由。:62-71

### 貧困生活
洪子瑜的妻子魯曼珍在得知丈夫遭到逮捕後，由於台灣糖業公司在3個月後便將遭拘留的員工免職，除了停發薪水而讓家庭失去收入外，眷屬也必須搬出宿舍，這導致家庭經濟面臨困難，為此她決定把5歲大的洪國柱、與剛出生的洪鳳柱托給月眉糖廠鄰居撫養。學歷不高的魯曼珍最初靠著微薄積蓄與變賣首飾維持生計，後來帶著洪秀柱到臺北市南海路的違章建築棲身。經多次委託後，魯曼珍在士林區一家工廠每日通勤，從事女工支撐沉重的家計，但也常因超時工作而昏厥。:67-71
當時保安司令部等情治機經常轉移拘押者的位置，且連同司法單位保密，這讓家屬難以探視親人。由於洪子瑜釋放的時間遲遲未有獲得通知，魯曼珍除了不斷陳情請願以營救洪子瑜外，還聯合其他境遇相近的眷屬，認為台灣糖業公司不該沒收宿舍，而應保留職務和發放半薪，最後半薪的要求未獲允許。洪秀柱後來改住入東園街的違章建築，內部僅有2個小房間，而直到20歲以前她都還和妹妹洪鳳柱同睡下鋪，哥哥洪國柱則睡在上鋪。1953年，36歲的洪子瑜獲得釋放，從綠島鄉行經臺東縣抵達臺北市的住家。:67-83
洪子瑜後來回到月眉糖廠復職，但1年後因不滿工作環境，決定辭職並帶領一家回到臺北市。但由於洪子瑜被列為政治犯，而沒有公司和單位願意聘用，40年來無法獲得正職工作，警察也不時前往探訪。之後他只能偶爾幫人書寫訴訟狀，或為立法委員謄寫資料、撰寫質詢講稿以添補支出。而除了長子洪國柱仍保有部分印象外，洪秀柱和妹妹洪鳳柱一開始將父親視為住在家中的陌生人，洪秀柱最初也不認識洪國柱。雖然對政府有所不滿和遺憾、並對孩子感到虧欠，洪子瑜出獄後除了常喝酒外，還自行前往宜蘭縣尋找異議人士宣洩情緒。:67-79
不過洪子瑜不會向孩子提起往事，至多僅向魯曼珍批評中國國民黨的作為。雖然家中經濟並不理想，他經常邀請來自各個省份且單身前來臺灣的朋友到家中吃飯聊天。洪秀柱從小便個性活潑且成績優異，獲得家長和老師的喜愛。她經常在家中與父親念古文與寫書法，受到父親身教與言教的影響，洪秀柱培養出「清廉自重」的處世原則，並強調任何事情都應徹底完成。洪子瑜也灌輸不能為個人利益參與政治、而在為國家工作時應該忠心盡責的概念。:67-79

### 學校生活

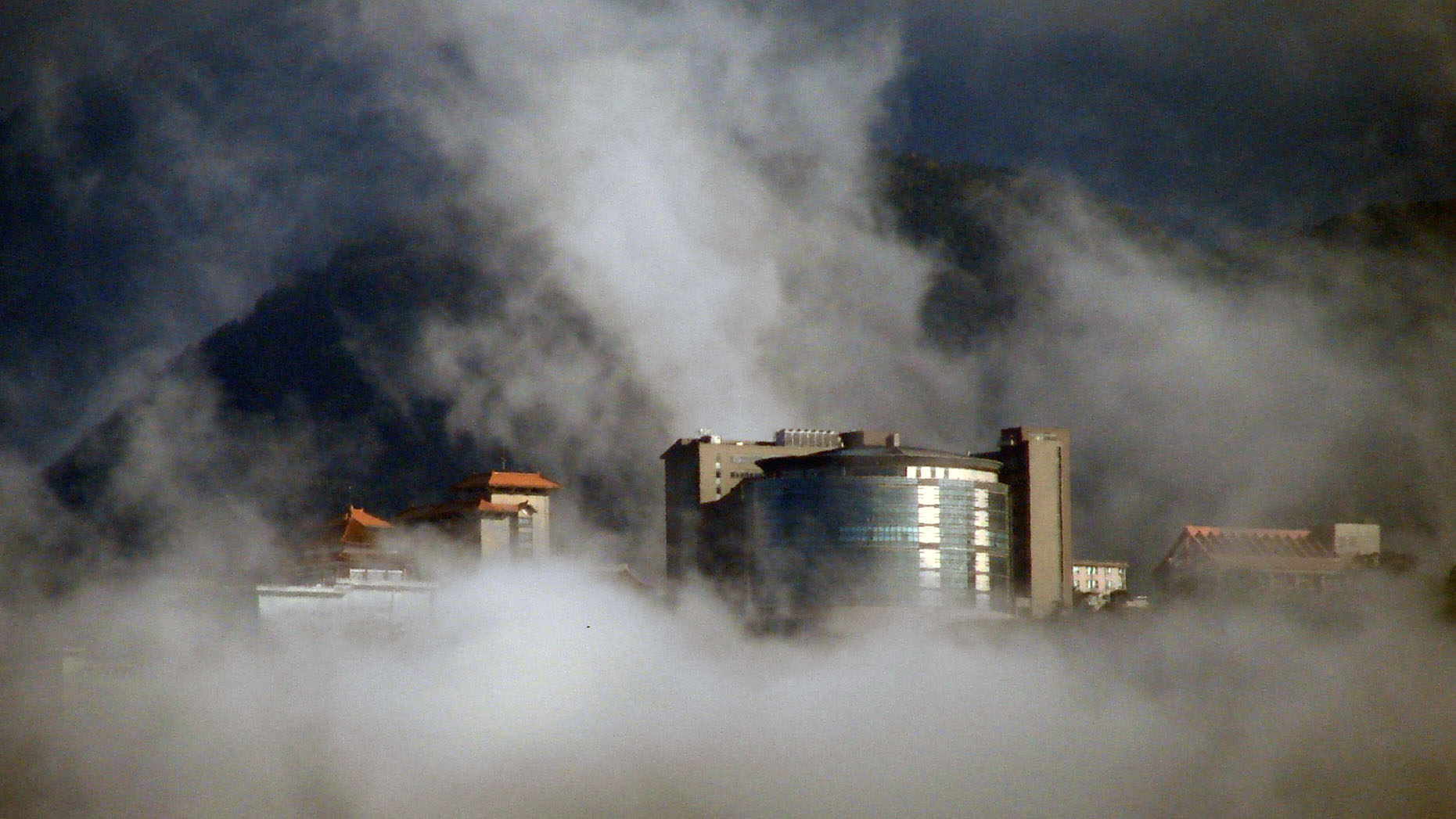
受到父親影響，洪秀柱大學時期就讀中國文化學院的法律學系。

洪秀柱最早就讀臺中市月眉國民小學，之後則轉往臺北市東園國民小學。從小具演講天分、喜愛講故事且好強的洪秀柱，經導師余淑端訓練後，經常參加演講和講故事比賽並贏得多項獎項。雖然受經濟壓力影響，她常是班上最後一位繳清學費者，不過每天仍會打扮整齊。表現優異的她被允許頭髮留至腰部，使其代表學校參加比賽時更有氣勢。小學五年級，她贏得臺北市學生講故事比賽第一名，《徵信新聞報》並稱呼她具有說話天分。洪秀柱在班上擔任風紀股長，後來余淑端選擇讓她擔任班長，之後她則要求同學背誦九九表並檢查作業，改善班級秩序和提升成績。:48-51
就讀臺北市立中山女子高級中學後，洪秀柱由胡楚生、孔依平等老師教導作文、組織思想和邏輯辯論，持續在演講和作文比賽表現優異。在確定即席演講題目後，她會重新思考老師的分析與提示，並發想演講內容。洪秀柱自認在演講比賽上僅輸給海峽交流基金會秘書長的焦仁和、與作家劉墉兩人。高中二年級時，訓導主任考量洪秀柱成績優秀且經常參加集會活動，詢問她加入中國國民黨的意願。當她向曾遭遇迫害的父親洪子瑜徵詢意見時，後者表示自行決定即可:48-51、71-79
中山女高时期，擅長演講和寫作的洪秀柱在國文、歷史、地理等文科科目均是卓越非凡，但數學奇差，尤其在大學聯合招生考試只考了3分。父親洪子瑜因自身無辜入罪而遭政治迫害，為避免家人日後再受司法牽連，也希望子女同樣學習法律。由於洪國柱已經就讀財經學系，洪子瑜轉而希望洪秀柱日後能夠擔任法官或律師。儘管原本希望成為播音員，但洪秀柱遵從父親的願望，填寫6所大學院校法律學系為志願，最後進入臺北市中國文化學院法律學系就讀，在高中演講比賽認識的焦仁和同樣就讀該科系。:91-95
由於是當時法律學系第一屆招生，總共只招收10名女生，使得這群同學關係十分密切，她也經常邀請朋友前往家中拜訪。進入中國文化學院後，已經學會口琴的洪秀柱還陸續學會演奏琵琶、古箏等樂器，喜歡琵琶的她更經常隨身攜帶。不過這時家中經濟仍算困苦，這讓洪秀柱除了專心課業，以獲得學院創辦人張其昀提供的減免獎學金外；同時自大學一年級開始，便在晚上兼任家庭教師的工作，藉半工半讀來貼補家庭收入與支付大學學費。在第一次領取工資時，洪秀柱先為母親魯曼珍購買大同電鍋，讓母親不必因擔心煮飯燒焦而顧在爐灶前。第二個月的薪水則是為了應付中國文化學院在陽明山上的寒冷天氣，洪秀柱給自己添購墨綠色外套。:71-79、91-95

## 早期工作

### 擔任教職

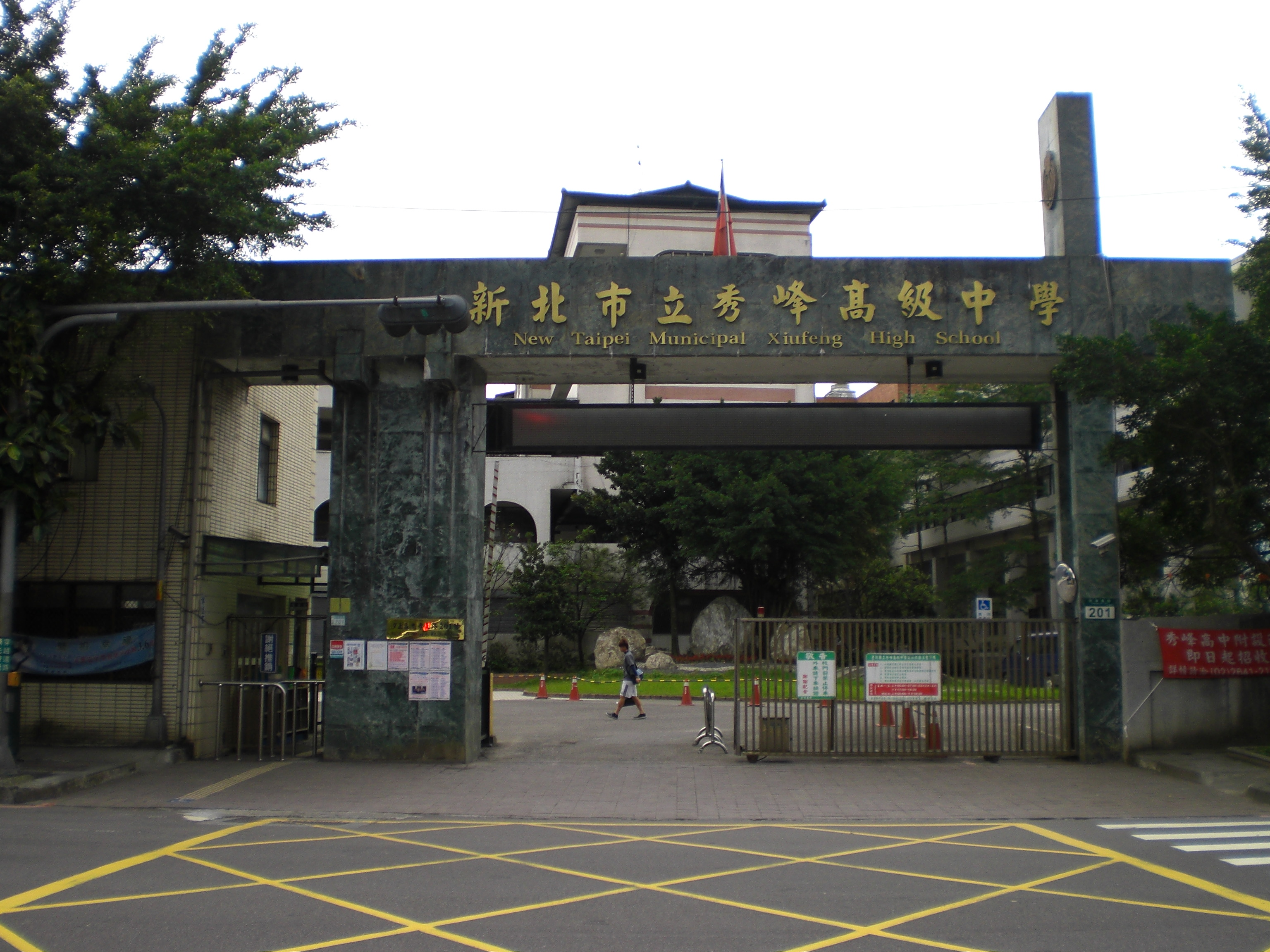
洪秀柱在台北縣立秀峰國民中學擔任訓導主任時，為當時全國最年輕的訓導主任。

洪秀柱在1970年從中國文化學院法律學系畢業後，由於家境不佳而必須留在國內就業。她先後參加律師和司法官資格考試，但當時在2至3千人中錄取不到十人，洪秀柱第一次應試未能錄取。但因家中經濟狀況，迫使洪秀柱不能重新準備考試，必須從事其他工作。由於中華民國教育部在同年實施九年國民義務教育，政府大量釋出教師的職缺。非師範院校出身的洪秀柱在老師引薦下，經短期訓練後便順勢進入臺北市西湖工商任教，開始為期10年的教師生涯。也因為洪秀柱畢業後取得教職，及進入軍校就讀的兄長洪國柱畢業，讓家裡從沒有穩定收入增加至兩份薪水來源，家境較為寬鬆。:91-104
從事教師職務的隔年，年僅23歲的洪秀柱在大學老師推薦下，擔任位於臺北縣汐止鎮的台北縣立秀峰國民中學的訓導主任，是同年全國最為年輕的訓導主任，也因而享有一定聲譽。在4年後，洪秀柱則轉任為板橋國民中學訓導主任，成為該校最年輕的女訓導主任。雖然洪秀柱個頭嬌小，從其他地方調轉而成為訓導主任的她必須適應學校周邊環境，同時必須面對4,000名至5,000名身高力壯的學生，身旁教師多為國立臺灣大學、國立政治大學等國立大學畢業也帶來一定壓力。洪秀柱為了展現訓導主任的氣勢，刻意打扮成比實際年齡更為穩重的樣貌。除了每天都會親自在校門口檢查服裝儀容外，也會在訓導處嚴格管教和訓斥不及格的學生，因而有「洪辣椒」、「小鳥」等綽號。:96-104、117-125
除了嚴格管教數千名學生外，洪秀柱仍然會細心關心學生的狀況，許多學生因而與她培養出好感情，甚至畢業後相約前往洪秀柱家製作水餃。除了藝人許效舜曾接受洪秀柱管教外，擔任振鐸學會理事長的丁志仁也是洪秀柱於板橋國民中學任教的學生。從國中開始，丁志仁便不斷在假日私下前往洪秀柱家討論時政。儘管當時仍處於戒嚴時期，丁志仁認為相較於其他老師，洪秀柱在討論議題時的態度反而十分開放。之後兩人持續保持聯繫，成為推動教育改革的合作夥伴。不過對於洪秀柱長時間投入教育學生的工作，有時甚至直接睡在樓梯間，認為教職工作與法律關係較為疏遠的洪子瑜曾有不同意見。:96-109

### 黨務工作

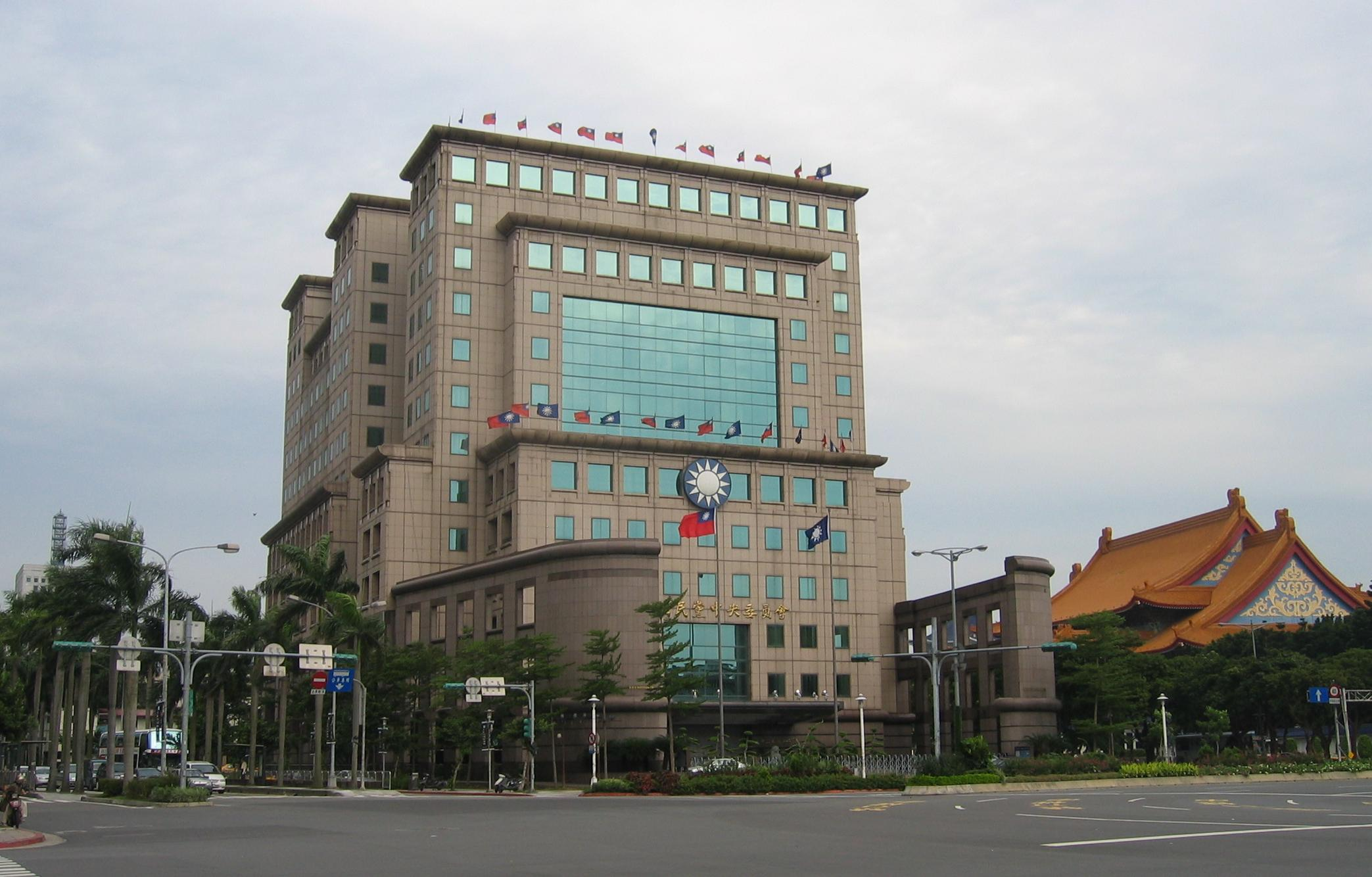
洪秀柱曾長時間在中國國民黨黨內基層黨務工作，之後才投入立法委員選舉。

在轉調國立華僑高級實驗中學後，洪秀柱在臺北縣學校中已經有一定聲譽。原本洪秀柱希望憑藉女性身分和優勢，最短時間內成為最年輕的國民中學校長。不過在1980年，中國國民黨臺灣省黨部主任委員宋時選在訓練會議上結識經常參加黨部活動的洪秀柱，發現後者口才極佳、熱情且能號召部屬，且因為不滿錢劍秋的婦女工作，因此延攬洪秀柱擔任臺北縣黨部第四組（婦女工作組）組長，協助強化中國國民黨黨內的婦女工作。儘管中國國民黨縣黨部組長的層級等同於縣政府局處首長，洪秀柱原本以為組長頭銜不如主任，在焦仁和解釋及與父母商量後，洪秀柱接受邀請，離開長達10年的教育工作。儘管當時臺北縣鄉鎮間的交通並不方便，她在就職第一年便探訪29個臺北縣婦女工作會，有時同日趕往多個地點探視。領悟力強的洪秀柱能理解上層要求，並加以組織和正確傳達。:117-125
期間她積極組織婦女閱讀，傳達女性自身責任、現代女性修養等觀點，成功帶動中國國民黨臺北縣黨部的婦女工作，同時她也在中國國民黨位於臺北市的中央黨部工作。由於洪秀柱能順利完成任務，獲得做事風格極為嚴格的臺北縣黨部主任委員林榮彬賞識。林榮彬便將選舉臺北縣縣長、臺北縣議員、立法委員的半數以上動員和宣傳工作，直接交由洪秀柱處理。兩人都以「清廉」為標準，同樣都反對候選人的賄選行為。洪秀柱之後將林榮彬視為自己從政影響最大的「啟蒙導師」，並在往後每年的農曆春節時都會向後者祝賀恭喜。:117-125、128-133
不過隨著林榮彬轉至中國國民黨在生產事業的黨部後，新任主任委員則希望提拔自己人擔任婦女工作組組長。1986年，洪秀柱調往中國國民黨臺灣省黨部，擔任黨內刊物《雙十園》發行經理和臺灣省黨部編審。儘管洪秀柱更喜歡與群眾接觸，且更適合從事鼓舞組織群眾的工作，不過她仍從事黨內雜誌推廣工作長達3年。到了1989年，洪秀柱考量自己已經在中國國民黨黨內基層工作多年、但仍未有太多成就，因此向上司提出希望中國國民黨提名自己擔任國民大會代表，進而修改《中華民國憲法》與更替萬年國會，以朝向現代化民主國家發展。不過當時擔任中國國民黨臺灣省黨部主任委員和中國國民黨副秘書長的關中，則是評估其資質後轉而要求她參選立法委員。:117-128

## 立委選舉

### 初次選舉

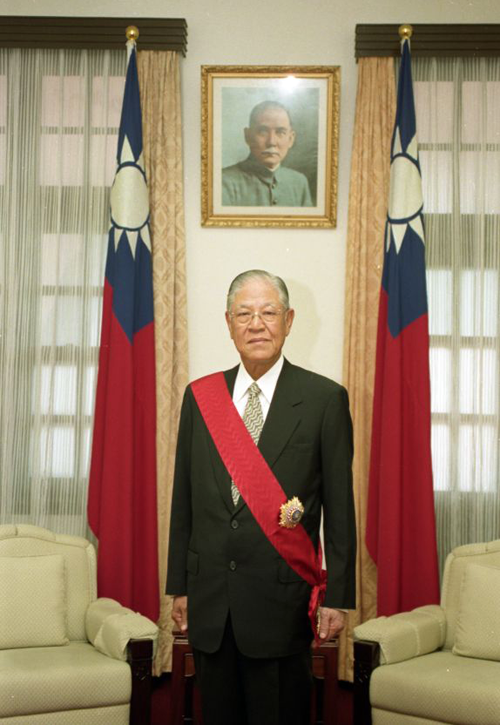
自1989年開始，接任中國國民黨主席的李登輝開始推動黨內改革，因而首度辦理黨內初選。

1989年中華民國立法委員選舉是第一屆立法委員最後一次增額選舉，當時推動自身改革的中國國民黨也在同年首度辦理黨內初選制度，允許候選人上臺發表政見，而中國國民黨黨員與一般民眾都能參與政見發表會。洪秀柱父親洪子瑜對於女兒代表中國國民黨從政參選不予置評，不過希望她能以服務人民、而非尋求自身榮華富貴為基本信念。由於洪子瑜長期認為自己在白色恐怖時期的冤獄影響兒女前途，決定參選立法委員的洪秀柱希望藉由爭取中國國民黨提名，證明自己的境遇與父親無關。雖然她已經向中國國民黨表達參選立法委員的意願，且因擅長演講而在初選中具有優勢，但當時臺北縣黨部的主任委員並不認同，認為黨務人員不應該使用競選資源。:126-128
堅持參加黨內初選的洪秀柱，在主管阻攔下只能利用周末時間出席政見發表會，其他時間的政見發表會則因主管限制而不能休假，最終在原本排定的29個鄉鎮政見發表會上只能參加其中7場。由於不能親自出席禮拜一到禮拜五的政見發表會，洪秀柱讓放暑假的表弟代表自己出席，並讓表弟掛上海報看板行走會場一圈來表達抗議。由於當時民間社會尋求改變，使得體制外的活動容易得到支持，缺席舉動反而獲得新聞媒體注意並廣泛報導。不過在黨內初選之際，洪秀柱的父親洪子瑜則在電話通話討論選情時中風。由於洪秀柱和林榮彬都沒有人脈關係，最後是焦仁和幫助下，在三軍總醫院安排到病房住院，兩人後來還可以互相鬥嘴。:126-133
沒有名氣且未獲得黨部支持的洪秀柱後來取得足夠的游離票，以臺北縣第九高票的成績通過中國國民黨黨內提名初選。不過洪子瑜在洪秀柱告知通過黨內初選後不久，便因病逝世，洪秀柱則在告別式當天確認獲得中國國民黨提名。儘管沒有人脈與錢脈，乃至於中國國民黨內部都不一定看好的情況下，她仍按照計畫參加立法委員選舉並拜訪各地，林榮彬也與數名永和重要人士協助募集競選金費。期間她雖然曾經一度想要放棄，但在母親與朋友鼓勵下選擇繼續堅持，最終順利在這次立法委員選舉中當選立法委員。由於洪秀柱謹慎使用競選經費並明確紀錄花費費用，在選舉完成便依比例將60多萬元餘額交還給捐款人。與此同時，她還和葛雨琴、洪冬桂、朱鳳芝、蕭金蘭、王素筠、周荃、沈智慧等女性立法委員組成問政團體「金釵盟」。:126-138

### 多次連任

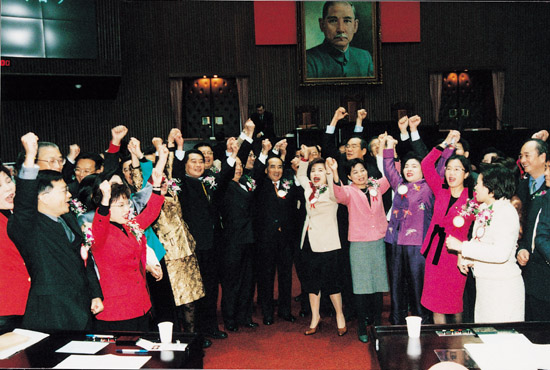
第五屆立法委員完成報到後共同歡呼，洪秀柱即為左側身穿紅色衣服者。

1989年，部分中國國民黨籍立法委員因不滿李登輝的作為背離中國國民黨，在黃主文、劉松藩、林玉祥等人組成支持李登輝的集思會後，郁慕明、趙少康、洪秀柱等人則在中國國民黨黨內成立次級政團新國民黨連線，兩者在國家認同問題上彼此對立。在同年舉行的第一屆增額立法委員選舉上，隸屬新國民黨連線的當選者有洪秀柱、趙少康、郁慕明、李勝峰、周荃、陳癸淼、王滔夫、洪昭男、丁守中、沈智慧、蔡璧煌等。在1992年中華民國立法委員選舉，洪秀柱於選區中遭遇辭去行政院環境保護署署長參選的趙少康。由於趙少康的極高人氣吸引大量選票，導致洪秀柱差點在該次選舉中落選。:153-156
雖然該次選舉中，洪秀柱、趙少康、周荃、陳癸淼、郁慕明、洪昭男、丁守中、沈智慧、蔡璧煌等新國民黨連線成員成功獲得連任。不過趙少康、郁慕明等人在隔年宣布新國民黨連線脫離中國國民黨，並另外組成新黨，洪秀柱則是選擇繼續留在中國國民黨黨內，不過也因其統派思想而被視為中國國國民黨黨內的鷹派。到了1994年，臺灣反核運動團體以反對支持興建龍門核能發電廠的立法委員為訴求，發動對洪秀柱、林志嘉、詹裕仁、韓國瑜、魏鏞的罷免案，並與核四公投合併選舉。同年11月27日，洪秀柱、林志嘉、詹裕仁、韓國瑜、魏鏞等人的罷免案因為投票率僅21%而遭到否決。
1995年中華民國立法委員選舉時，洪秀柱憑藉新黨成立的聲勢，繼續連任成為立法委員。而1998年中華民國立法委員選舉則將臺北縣劃分成3個選舉區，由於可投入的人選過多，使得洪秀柱被排入全國不分區立法委員名單，並成功連任。民主進步黨在2000年中華民國總統選舉中掌握執政權後，洪秀柱持續針對泛綠陣營的政府官員進行嚴格監督。而在親民黨成立後，洪秀柱於2001年中華民國立法委員選舉中成功獲得足夠的游離票，在未被看好的情況下擊敗親民黨候選人。
2004年中華民國立法委員選舉時，洪秀柱在民意調查部分便獲得第一名成績，之後更以第二高票當選立法委員。之後在2008年中華民國立法委員選舉中，洪秀柱被列入全國不分區立法委員排行第二名，並成功連任。而2012年中華民國立法委員選舉，洪秀柱則是被列入全國不分區立法委員排行第六名，被視為是避免新北市黃復興黨部轉而支持宋楚瑜參選，之後再度連任。

### 復出選舉
2019年8月9日，洪秀柱低調將戶籍遷往臺南市，宣布投入黨內第十屆立法委員選舉臺南市第六選舉區的立委名額，並願意接受黨內徵召，挑戰時任立委王定宇，後敗選。

## 立法委員

### 議政風格

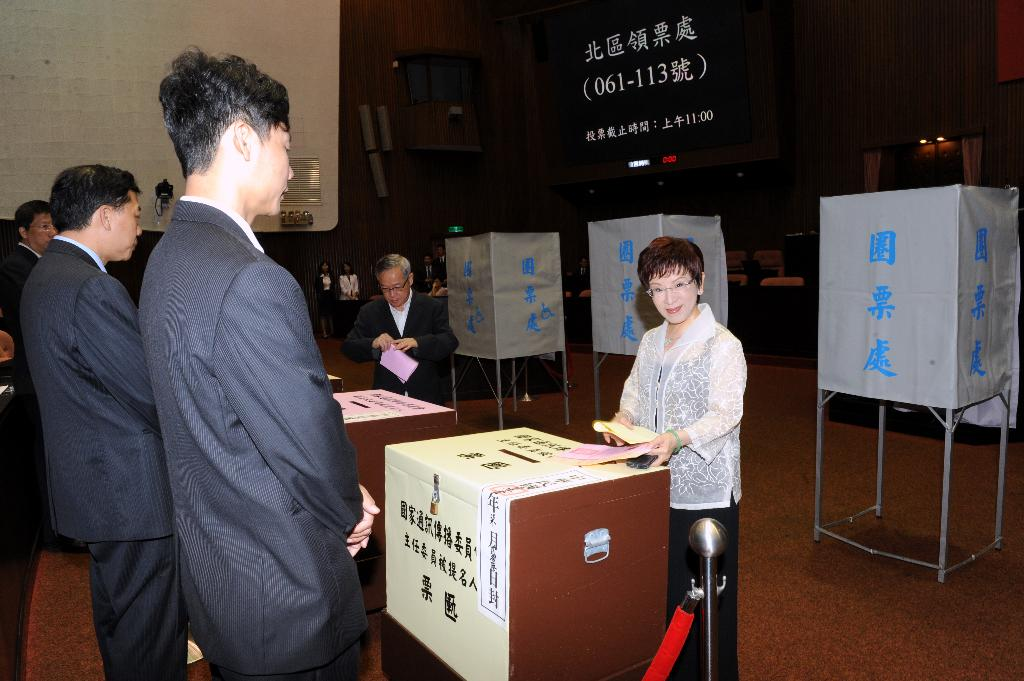
洪秀柱參與中華民國國家通訊傳播委員會主任委員提名選舉。

洪秀柱自1990年開始連任8屆永和立法委員，資深程度僅次於王金平。她大多在上午9時報到後，便在中興大樓辦公室審視法案和資料。洪秀柱常被視為積極問政且清廉的立法委員，是少數未與財團、特別派系或聯盟有所聯繫者。雖然她常被視為王金平派系成員，但也和馬英九維持良好關係，有時還將她與李慶安和李永萍相提。在演講和質詢時，她多維持專業且清廉的問政方式，並習慣引用古典詩詞。很快她被視為中國國民黨改革派人士，曾三度在全國不分區立法委員排序中列入優先順序。在1992年時，洪秀柱便被國會觀察基金會評選為「臺北縣專職專業立委」。:138-150
洪秀柱剛進入立法院時，因對議事不熟悉而較少發言。之後因不滿民主進步黨籍羞辱資深立法委員和官員，常出面制止或緩和場面。中國國民黨失去政權後，由於只能憑藉立法委員質詢，身材嬌小的她因記憶力極佳、問政敏捷且言辭犀利，而有「鐵娘子」、「小辣椒」等稱號。意識形態鮮明的洪秀柱對於民主進步黨政府立場有所批判，曾質疑金美齡和陳師孟的言行。洪秀柱敢直接表達意見、做出行動或衝撞體制，讓她獲得部分選民支持；不過批評者認為其言行過於刻薄，因而在政壇上造就許多敵人與批評。:141-144
中國國民黨重新取得政權後，洪秀柱認為各部會首長應主動推銷或說明政策，藉由溝通取得民眾信任。不過她不滿在野黨汙辱執政黨官員，曾和賴清德在審理中國大陸學生赴臺灣就讀法案時發生衝突。在審查行政部門預算時，洪秀柱會拒絕電視節目通告，專心逐條審查並審視癥結點，且會在預算桌上監督最後結果。雖然她認為經營自身選舉區十分重要，也曾為臺北縣選區爭取超過3億元的建設經費，但她強調應重視國家資源的整體分配。當面對不合理的選民服務案件時，洪秀柱多以溝通態度告知困難點、並邀請官員釐清法律問題，讓不滿意的民眾感受到案件確實經過處理。:145-150
由於出身基層教育界且關注教育和文化政策，洪秀柱除了最後3年擔任立法院副院長外，皆報名立法院教育及文化委員會，並長期擔任召集委員。同時她也有「準教育部部長」、「影子內閣」等讚譽，民主進步黨籍立法委員藍美津便信任其在教育領域的專業。立法過程中，洪秀柱會逐條審查法案，聽取教育團體建言和公部門的見解。自1994年開始，她便曾參與臺灣教育改革、輟學學生問題、教師權益、醫療和醫藥分業、全民健康保險等法案討論。2003年，她被澄社評選為「議事規則熟、專業性佳、整體表現佳」的第一名召集委員。曾因多次提案將陽明醫院宜蘭蘭陽院區縮減規模而引發爭議。:144-150 165-167 175-182

### 教育政策

因為長期關注教育議題，使得洪秀柱曾有機會擔任中華民國教育部部長。

洪秀柱參與立法院教育及文化委員會時，正好李登輝、李遠哲提倡以多元開放的教學方式改革傳統教育缺點。雖然曾有機會擔任教育部部長，然而除了重視監督行政部門職責外，她也認為應嚴格看管教育經費，並關注弱勢孩童、偏鄉教育與教師福利等。為保障教育經費能合理運用和透明審查，洪秀柱聯合親民黨籍立法委員李慶安、民主進步黨籍立法委員曹啟鴻等，跨黨派提出《教育經費編列與管理辦法》，在2000年獲得通過。洪秀柱認為無論是公立或私立學校，都應讓孩童共享教育資源，以實現社會公平正義。另一方面，她也認為應該提出條件來吸引優秀的中國大陸學生前來臺灣就讀。:167-175
2010年，洪秀柱和黃昭順、潘維剛提案改善私立學校退休金制度，並與公教人員保險服務、中華民國銓敘部、行政院勞工委員會共同修法，讓6萬名教師得以領取月退金。她並提案將私立學校教師納入勞工保險年金制，虧損則由政府逐年補貼。不過之後此案遲遲未能通過，多次送至中國國民黨中山會報、中央常務委員會、立法院委員會和院會討論。2012年當選立法院副院長後，不方便提案的洪秀柱轉請其他立法委員提案，在她私下協調下促成《私校教師退休法》排進議程，並在2014年於院會表決通過。教育部和學術單位亦在每個會期會拜訪洪秀柱，徵詢她對教育法案的意見並爭取預算，她也會答應大學演講邀約。:144-150 167-175 254-257
洪秀柱認為不能壟斷或分割教育資源，也認為地方政府與中央政府不應對抗，她也支持推動十二年國民基本教育。由於尊重教育專業，儘管和臺北市市長郝龍斌、臺北縣縣長周錫瑋同屬中國國民黨，洪秀柱反對臺北市、基隆市和新北市採行一綱一本，並自行辦理北北基地區區域性基本學力測驗。同時也支持教師抗議臺北縣政府在未經教育部核准下，自行以「英語活化課程」為由違法加課，也是唯一表態支持的立法委員。另外她也支持較難獲取選票的特殊教育法案，藉增加特殊教育學童在社會上自主生活的能力，辦公室亦曾協助各地教師處理各類問題。:167-182
自2000年開始，洪秀柱還聯合提案修訂《國民體育法》、《教育人員任用條例》，促成專業運動教練納入國家教育體制，享有一般教師待遇。行政院體育委員會在發佈《各級學校專任運動教練資格審定辦法》後，由於教育機關遲遲未能做出決定，因此在洪秀柱辦公室主導下，促成體育教練在2007年於中華民國教育部外抗議。2008年，洪秀柱被《商業周刊》評選為第六屆立法院教育及文化委員會第一名的立法委員。不過她也曾因為認為臺灣閩南語能力認證計劃不成熟而刪減4,000萬元預算，而遭到部分團體批評。:144-150 175-182

### 其他作為

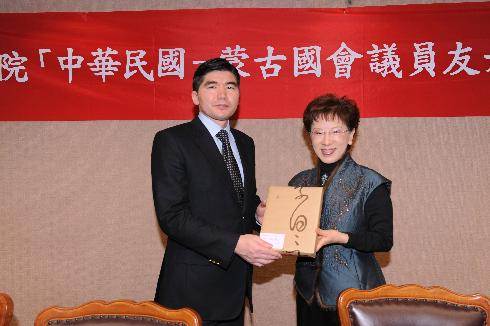
洪秀柱在中華民國和蒙古國會議員友好協會成立大會中，與蒙古代表交換禮物

洪秀柱並不特意與其他人組織黨派，讓她在各黨派中有著一定人緣。她敬佩前民主進步黨籍立法委員盧修一的政治風骨，也讚賞戴振耀關懷農民和弱勢團體的態度。她還曾和中華民國國防部等單位協商，要求改善新店區新江陵新村的房舍改建。也曾經與多個單位協調處理泰緬孤軍後裔因護照問題而不能入籍，造成黑市勞工與缺乏全民健康保險等生活問題。另外她還促成立法院推動全民健康保險給付罕見遺傳性疾病膳食法案，滿足剛出生的遺傳性疾病病患需要特殊食物的要求。另外洪秀柱也曾參與不滿三一九槍擊事件對於2004年中華民國總統選舉影響的靜坐抗議，也曾參加2006年百萬人民倒扁運動。:150-152
2008年，洪秀柱在記者會上出示外交部派駐瑞士代表劉寬平轉寄的瑞士聯邦司法警察部存證信，指稱陳水扁透過陳致中和黃睿靚將不法所得匯往瑞士帳戶，公開揭露陳水扁家庭密帳案。陳水扁在此次爆料後隨即召開記者會，承認選舉餘額未據實申報，並由吳淑珍私自匯往海外帳戶，不過公布海外帳戶也引起泛綠支持者不滿。洪秀柱批評陳水扁和民主進步黨多次以政治干涉司法，並指控法務部調查局局長葉盛茂隱匿公文並告知機密，讓陳水扁得以展開預防措施。她還批評陳水扁政府試圖控制新聞媒體，擔憂《無線電視事業公股處理條例》的成效。之後她提案廢止廣播電視事業發展基金，但凍結公共電視文化事業基金會預算也引來批評。:160-164
另外洪秀柱在遇到爭議法案時，也多次與民主進步黨籍立法委員爆發衝突；她曾指稱行政院新聞局局長姚文智為「痞子」，也曾批評羅淑蕾、黃世銘等人作為。2008年，管碧玲、林淑芬、陳亭妃在教育及文化委員會抵制行政院國家科學委員會預算，因管碧玲以抗議看板隔開洪秀柱與李羅權，洪秀柱挪開紙板時不小心砸中管碧玲助理眼睛。兩人立即爆發肢體衝突，之後皆向法院提出告訴。在法官調解下，管碧玲為向洪秀柱摑掌表示歉意。之後管碧玲仍高度尊重洪秀柱講求公益而不談私利的問政態度，但也曾批評洪秀柱對於黃文雄的言論。:190-194
2010年，洪秀柱聲援臺北市市長郝龍斌與臺北縣議員陳鴻源的直轄市公職人員選舉競選活動。當天中國國民黨中央委員連勝文遭遇槍擊，先後送至天主教耕莘醫院和國立臺灣大學醫學院附設醫院。在場的洪秀柱立刻傳簡訊給中國國民黨籍立法委員李永萍，請她告知郝龍斌注意安全。之後傳出原本要上臺的洪秀柱才是槍手的目標，對此洪秀柱則表示願意代替年輕且有家眷的連勝文中彈。在擔任全國不分區立法委員時，洪秀柱持續保留自己在新北市永和區的辦公室，長期有4名至5名志工提供服務，該辦公室還開辦婦女家政班、松齡大學等活動。:187-190、201-206

### 立法院副院長

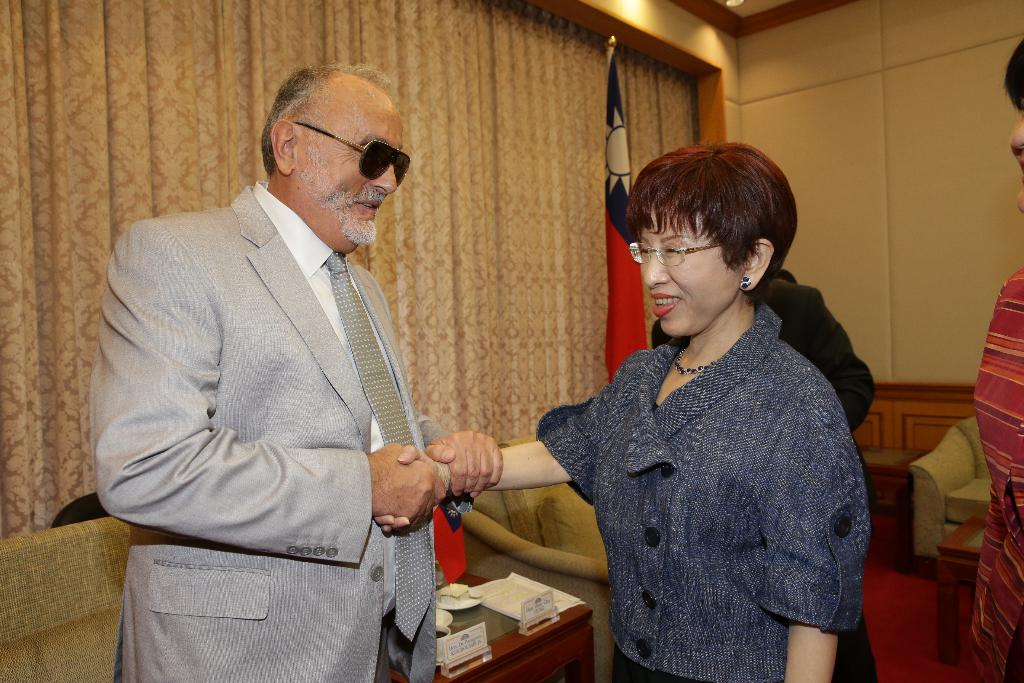
洪秀柱接見隸屬希臘最大反對黨激進左翼聯盟的國會議員暨發言人帕納伊奧蒂斯·古魯普利斯。

2012年舉行的第八屆立法院正副院長選舉中，由於馬英九預定出任立法院副院長的林益世，意外敗給民主進步黨籍候選人邱志偉，之後有6名中國國民黨籍立法委員表態競選。經中國國民黨黨內討論與兩輪假投票後，確認提名王金平和洪秀柱參選立法院正副院長。雖然中國國民黨籍立法委員取得多數席次，然而2名立法委員在選舉院長時重複蓋章而無效，導致部分新聞媒體猜測是故意行為。之後立法委員皆小心地遵照規則，讓洪秀柱以69票擊敗民主進步黨籍立法委員葉宜津的49票，當選立法院副院長，成為中華民國立法院史上首位女性副院長。:153-156
洪秀柱認為在立法院內相互尊重和遵守規則極為重要，以讓多數黨溝通後落實政見，少數黨也得以辯論政策內容，之後她曾批評鄭麗君在陳為廷立法院備詢事件的角色。之後洪秀柱開始主持部分院會議事程序，包括隔年在王金平協調下快速通過的會計法第99-1條修正案，也曾參與《海峽兩岸服務貿易協議》的朝野協商。另外她也以副院長身分接見訪賓、各類團體，並出席黨政會議、排定法案議程、處理選民陳情等。由於基於議政中立而不能參與質詢，使得她有時希望能糾正新任立法委員的質詢。由於擔心洪秀柱會因行程增加而體力透支，助理強制要求她中午必須在辦公室休息，並謝絕各種應酬活動，確立定時生活和運動的規律。:153-156
在2012年總統選舉中，洪秀柱擔任馬英九競選辦公室發言人團的總召集人，曾多次要求蔡英文說明宇昌案；她也表示蔡英文在陳水扁政府時期擔任重要職務，應該針對陳水扁案件有所回覆。不過洪秀柱也曾被華達國際海運公司總裁秦杰指控協助焦仁和關說與詐欺，藉此獲得30萬股利益。為此洪秀柱表示焦仁和自行把股票登記在其名下，分別控告焦仁和與秦杰涉及偽造文書和誹謗，最後臺灣士林地方法院檢察署裁定兩人不起訴處分。
2013年9月，馬英九召開記者會指控王金平為柯建銘司法關說，進而爆發九月政爭。由於王金平可能失去不分區立法委員和院長身分，洪秀柱被視為有機會接任院長。民主進步黨黨團在中國國民黨考紀會開除王金平黨籍後，公開表示無法接受由洪秀柱接任，洪秀柱本人也無此意願。在王金平是其前輩、自己也不同意司法關說下，使得洪秀柱不能表態支持馬英九或王金平。在2014年太陽花學運爆發後，洪秀柱、王金平、林鴻池、柯建銘等人一度被指控涉嫌瀆職。而雖然支持推動《海峽兩岸服務貿易協議》，但洪秀柱認為政府和中國國民黨應該強化資訊溝通能力。:157-159

## 其他工作

### 政黨職務

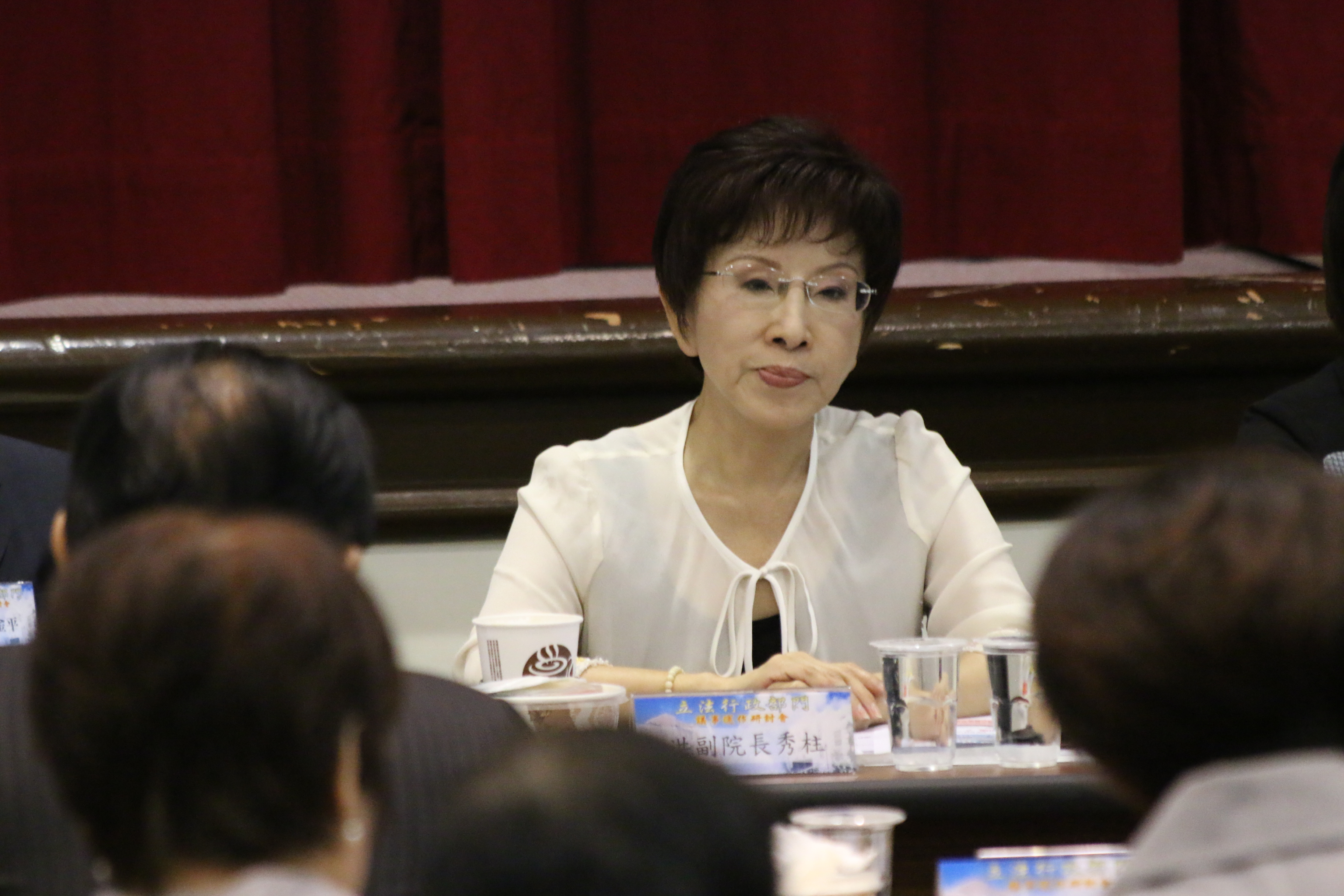
洪秀柱參與中國國民黨所召開的立法行政部門議事運作研討會。

2007年3月，馬英九因臺北市長特別費案請辭中國國民黨主席，洪秀柱宣布與代理主席吳伯雄競選主席。面對高聲望的吳伯雄，知道不會當選的洪秀柱希望藉此促進中國國民黨民主化。原本中央黨部決定嚴格審查，使得洪秀柱未能達到連署門檻，吳伯雄能同額競選。但在中央選監小組遭到批評後，同意將連署門檻由「黨員的3%」降為「具黨權的黨員的3%」，洪秀柱因而超過連署門檻。在競選期間，洪秀柱並未邀請馬英九或王金平輔選，而是在各地黨部未提供支援下，逐一拜訪各地中國國民黨黨代表。洪秀柱最終以得票數23,447張（得票率13.0%）敗選，不過之後她仍擔任全國不分區立法委員第二名。:153-156
2011年，擁有一定民意基礎的洪秀柱和林鴻池被任命為中國國民黨副秘書長。洪秀柱還擔任負責黨員考勤獎懲的考核紀律委員會主任委員，對此她表示將在中央黨部建立基層聯繫管道和獎賞制度。2012年立法委員選舉進行時，洪秀柱主動與林奕華等女性議員聚會，教導議題爭辯、媒體應對等經驗，認為地方議員能藉由與立法院黨團交流，學習全國性分析視野。同年2月15日，中國國民黨中央常務委員會通過副主席人事案，總統府秘書長曾永權因行政中立要求請辭，改由洪秀柱接替職務。:266-272
之後洪秀柱便以中國國民黨副主席身分，先後參與在2012年和2014年於中華人民共和國福建省廈門市舉辦的海峽論壇，她也曾傳出將有機會接任監察院院長。2014年11月29日，中國國民黨因內部政策、海峽兩岸論述與社會現況未獲選民接受，在地方公職人員選舉失去大部分席次。在民主進步黨取得勝利、中國國民黨基層民心渙散下，中國國民黨主席馬英九和秘書長曾永權辭職負責，分別由第一順位副主席吳敦義擔任代理主席，及第三順位副主席洪秀柱接任代理秘書長。期間洪秀柱負責協調中國國民黨中央委員會事務，並協助明年舉辦主席補選。:245-249、252-257
不過她也將部分重心放在理解年輕族群上，以開放態度邀集不同立場者參與會議討論，藉此獲取年輕族群的意見。2015年，朱立倫在中國國民黨主席補選中自動當選，隔天洪秀柱辭去代理秘書長職務。與此同時，洪秀柱的朋友開始勸進競選總統，這讓她慢慢醞釀此想法。3月29日，已連任2屆全國不分區立法委員的洪秀柱由於未登記參選意願調查，等同在2016年結束立法委員生涯。對此她在隔天參加立法院黨團餐會時，表示這是為了堅持自己的價值理念，而競選總統也是其中一項選擇。:198-206、234-241、257-263

### 電視節目
1991年，林樹橋在接受台灣中油公司製作立法委員宣傳服務理念之節目的委託，而與作為來賓的洪秀柱接觸。在休息閒聊時，林樹橋得知洪秀柱曾經擔任訓導主任，並對她擔任教職的校園經歷產生興趣。其中林樹橋注意到過去自己不滿的訓導主任職位，仍然有人性和溫柔的一面，開始設想以洪秀柱的故事為基礎拍攝節目《我的這一班》。林樹橋邀請洪秀柱擔任節目顧問，參與故事題材和內容方向的規劃，希望藉由戲劇貼合青少年成長過程所遇到的真實問題。同時洪秀柱還協助接洽臺北縣文山國民中學作為第一季拍攝場地，之後更協助節目轉至自己任教的板橋國民中學錄影。洪秀柱並建議製作單位班級導師的角色不該是說教者，而是要演出教師觀察學生行為和需要。:110-116
《我的這一班》在1993年4月28日於中華電視公司首播，並獲得極高的收視率。之後林樹橋在每一季劇情的前置作業，都會設法邀請洪秀柱開會討論。洪秀柱在劇集初期也曾參與戲劇的錄製，往往是在劇情播完後扮演戴著眼鏡的「洪阿姨」，負責替觀眾解讀和分析故事主角遭遇到的生活情境，並給予學生生活上的建議和鼓勵。而在921大地震發生後，洪秀柱則建議林樹橋應該關心災區學生的生活，使得《我的這一班》劇組轉至受創嚴重的臺中縣東勢鎮和平國民中學，並改以類似紀錄片的方式拍攝。此舉除了鼓舞當地泰雅族學生外，也提醒社會大眾應當關心偏鄉部落教育，之後劇組也多次前往澎湖縣、或其他縣市偏鄉地區拍攝。:110-116

## 參選總統

### 黨內初選

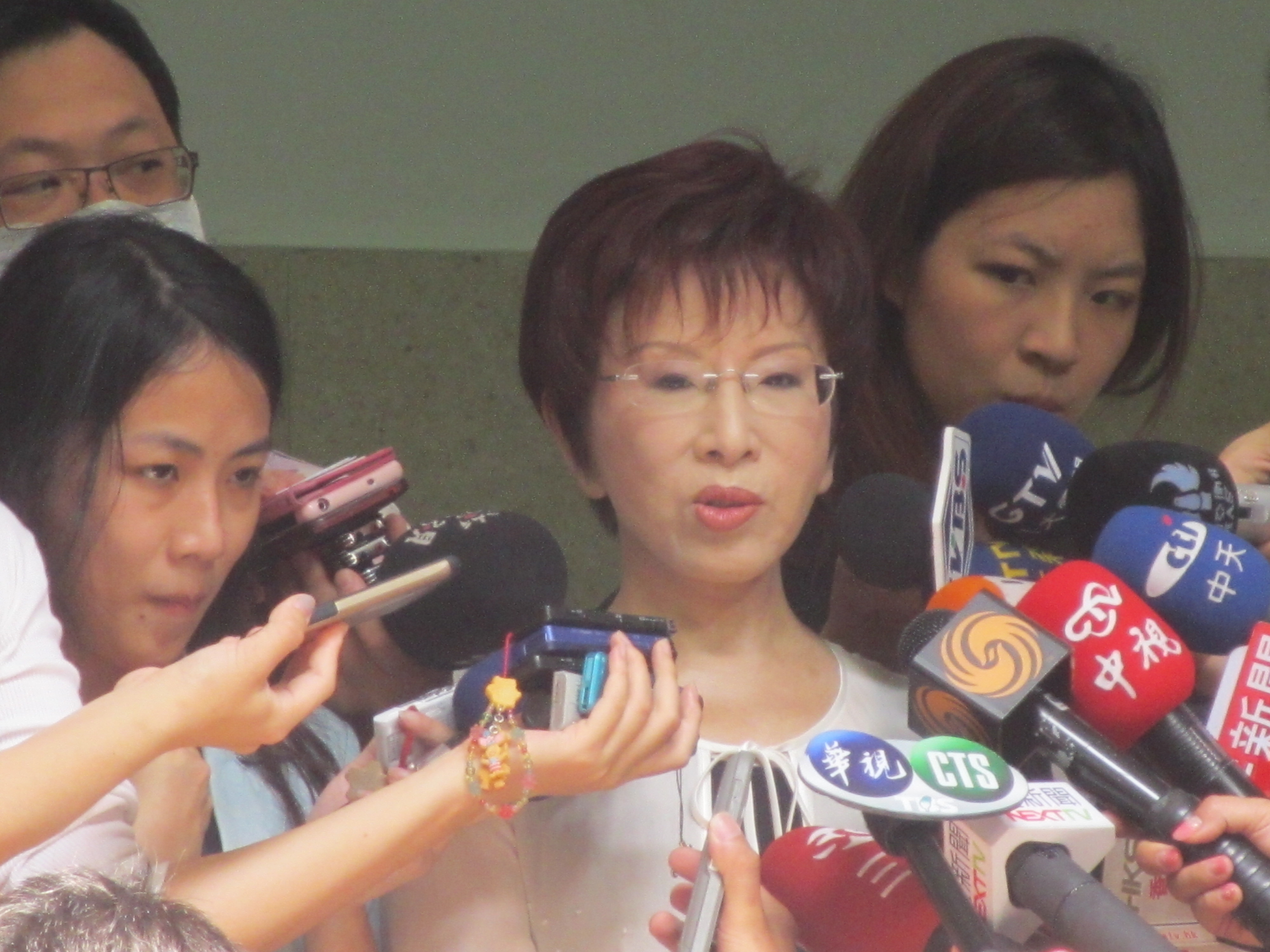
在確認通過提名門檻後，洪秀柱接受新聞媒體採訪。

2015年3月，洪秀柱向新聞媒體表示有意願參選總統者應在4月底前表態以凝聚支持者熱情。4月初因黨內可能人選的態度曖昧，她表態自己將投入中國國民黨總統提名選舉，且不接受勸退。4月20日，中國國民黨中央黨部展開提名選舉領表作業，洪秀柱當天完成領表作業，希望藉由參加提名選舉「拋磚引玉」。同時她也勸說有意願參選的新北市市長暨中國國民黨主席朱立倫、立法院院長王金平、中華民國副總統吳敦義等人出面競逐，表示自己不會真正代表中國國民黨參加總統選舉。:201-205
提名選舉期間，支持朱立倫、王金平和吳敦義的勢力在檯面下各自運作，但三人考量蔡英文極高聲勢、黨內整合困難、及敗選影響等，而等待徵召機會。最後評估帶職參選會引來批評的朱立倫、和認為勝選機會極低的吳敦義皆表態不參選，認為應接受徵召的王金平也不願意參與辯論。相對地，儘管有著缺乏充分政治資歷、處在沙文主義環境與非學者型背景等不利條件，獨自表態的洪秀柱持續投入提名選舉。服務處依程序積極展開在28日內準備15,000份連署書的工作，並動員2,000多名志工輪班寄送黨員連署書，洪秀柱也開著行動連署車四處宣傳。:206-217
洪秀柱還積極透過立法院助理尋找志工，並讓政治經驗不足的年輕支持者負責網際網路、新聞媒體聯絡等工作，以培育中國國民黨黨內人才。洪秀柱把6萬多份經志工檢查後的連署書送交中央黨部核查後，中央提名審核委員會確認僅有她通過黨員連署審核。中國國民黨秘書長李四川在與洪秀柱協商後，決定經3家民意調查公司調查，達成「個人支持率」與「對比式民調支持率」各佔50%、支持率超過30%的門檻，又被稱作「防磚民調」。但此舉引起社會質疑，且由於中央黨部不願購買電視時間，使得洪秀柱必須爭取實況轉播中央常務委員會演講，讓更多民眾理解自己理念。:206-212、254-272
除了未獲得中國國民黨黨內重要人士支持外，因為黨內基礎不足，導致許多地方選舉區的立法委員擔心無法拉抬選情，而不希望由她擔任候選人，但她也獲得丁守中等人支持。不願退出初選的洪秀柱很快因批判蔡英文政策、參與多項行程，乃至於在立法院黨團和中央常務委員會演講，凝聚出極高人氣。6月14日，李四川宣布洪秀柱以3家民意調查平均支持度46.203%而通過門檻，依初選規定取得中國國民黨提名資格，並由中中央常務委員會通過核備。不過對於洪秀柱以高支持度通過民意調查，也引來民主進步黨鼓勵泛綠支持者灌票給洪秀柱的質疑。:206-217

### 競選總統

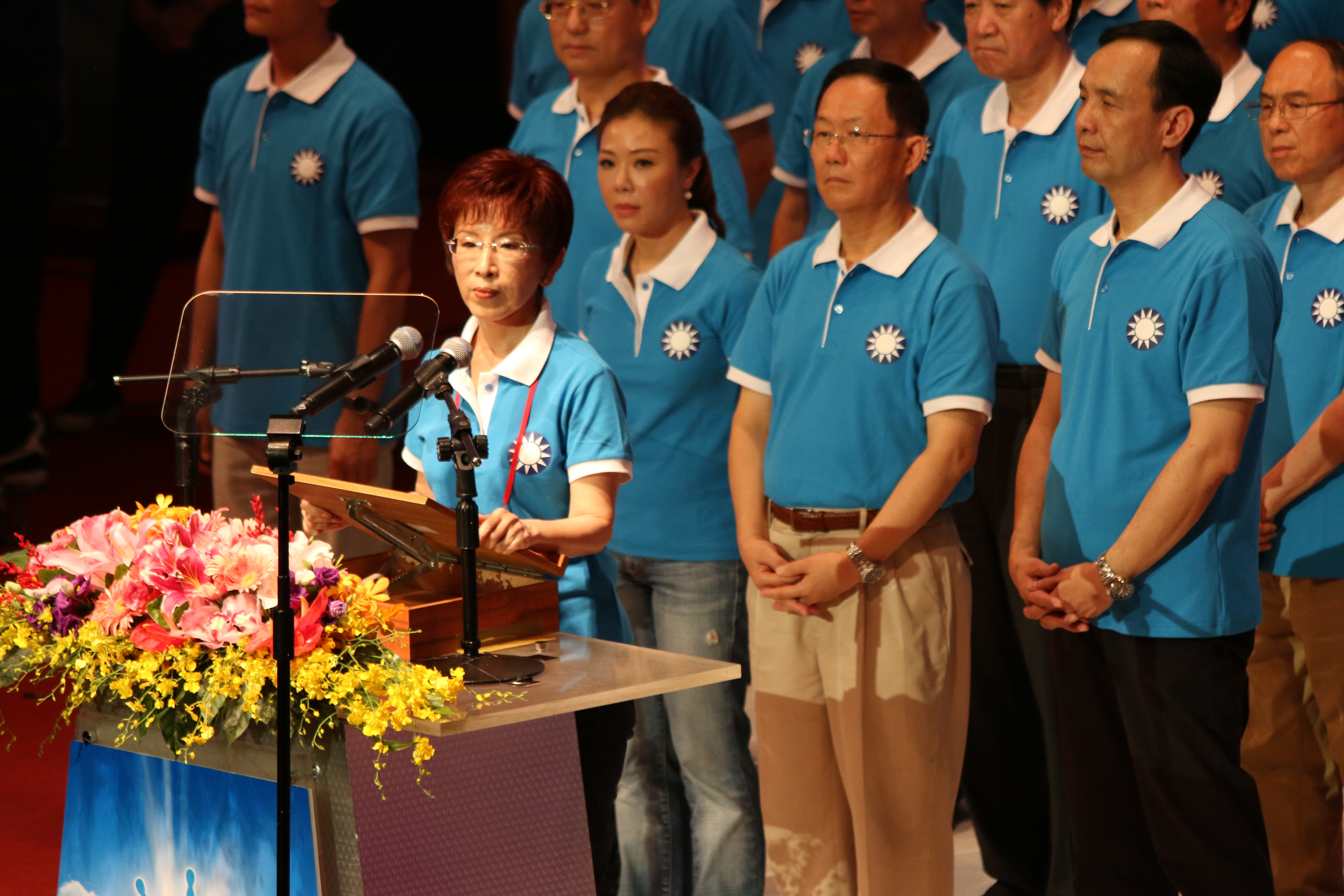
洪秀柱在中國國民黨第十九次全國代表大會第三次會議上發表演講。

2015年7月19日，中國國民黨在臺北市國立國父紀念館召開第十九次全國代表大會第三次會議，正式提名洪秀柱為候選人，全場1,400多名代表以鼓掌方式通過。洪秀柱表示將把「和平、開放、均富、道德」列為國家發展方向，並在九二共識基礎下推動海峽兩岸關係的和平發展。7月23日，她自臺中市后里區月眉糖廠展開競選行程，在各地獲得一定程度的歡迎，並先後發表競選歌曲《勇敢翻轉》和《台灣是咱的名》。洪秀柱與朱立倫達成智庫研擬政見、整合選舉團隊和提供辦公室等共識，並啟動小額捐款，在前兩個月募集達3,000多萬元，對此洪秀柱估計最終能夠收支相抵。:221-229、232-241
洪秀柱還向社會各界召集志工，並在短時間集結文宣部、媒體部、組織部等主要幹部。除了獲得孫廷龍、張幼恬、余騰芳、葉匡時等人協助管理團隊、聯繫組織、發布文宣、安排行程等工作外，並在香港、美國等地組織後援會，也獲得新黨、社會福利黨、白色正義社會聯盟等團體支持。她亦讓李昶志、徐巧芯等黨內年輕成員擔任發言人，組織參與節目的「青秀助講團」、安排活動的「青年事務團」和經營平臺的「晴天蝸牛」。洪秀柱也多次表態願意進行電視辯論，不過蔡英文競選辦公室則表示正式登記後再進行討論。:212-217、232-237
不過通過黨內初選後，她的支持度仍開始下滑，中國國民黨、民主進步黨、新聞媒體、網際網路也陸續出現批評，並發生LamiGirls成員因表態支持而遭攻擊，不過她也獲得管中閔等人聲援。雖然其直率言論能引起選民共鳴，但王金平去向、訪問美國等議題也引來批評。由於不曾進行全國性選戰，使得其在布局、戰略、行程上都缺乏總體觀；且因為溝通不善，中國國民黨中央黨部未積極提供人脈、經費、資源輔選外，新聞媒體上也傳出內部不利消息。而中央黨部未能處理地方疑慮，缺乏地方人脈的洪秀柱僅能仰賴地方黨部安排行程，但後者也未積極發布文宣。:232-241
新聞媒體和政論節目為增加收視率則多次予以批評，中國國民黨成員對爭議言論或負面宣傳也未協助解釋或澄清。也多次傳出洪秀柱將遭到撤換的消息，競選辦公室因而必須多次否認。洪秀柱為此每天花費數十小時前往各地參訪，並安排周末前往中南部地區。9月2日，她突然在Facebook上表示將休息數日，各家新聞媒體隨即推測她將會退選或身體出現狀況，辦公室發言人王鴻薇則予以否認。洪秀柱在圓通禪寺休息數日後，在9月6日於中國國民黨中央黨部發表閉關感言《反省與承擔》，並重新批評李登輝和蔡英文的國家立場。:241-249、264-266

### 遭到替換

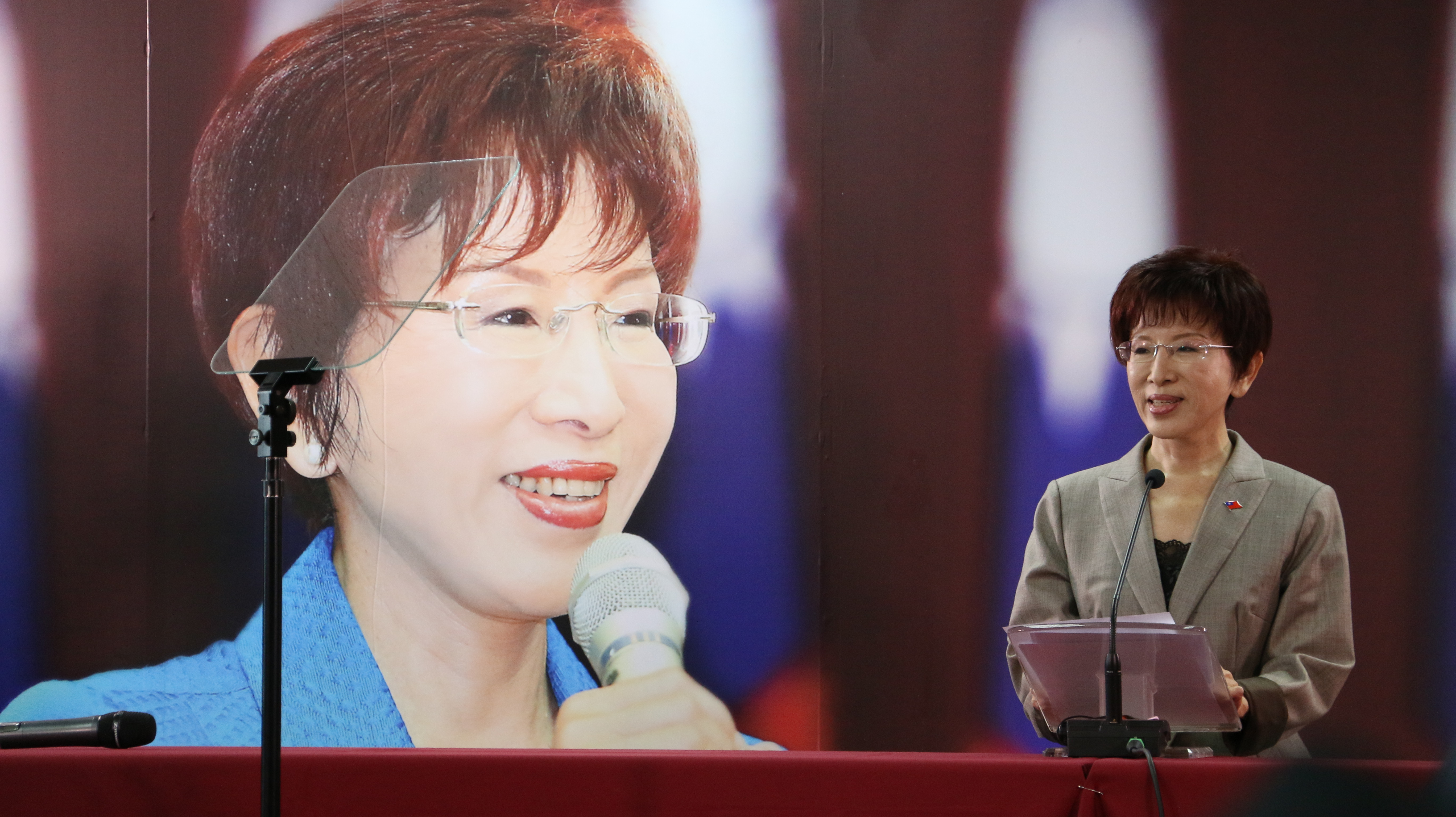
洪秀柱針對換柱行動召開記者會回應。

在競選活動期間，洪秀柱提議中華民國與中華人民共和國應進一步簽署和平條約，但由於偏離主流民意，使得她與蔡英文的支持度差距不斷拉大，支持率維持在13%至15%間。對於引起嚴重爭議的海峽兩岸政策，馬英九和朱立倫曾表態應回歸九二共識和「一中各表」原則上。洪秀柱則是希望公開與朱立倫、蔡英文等人辯論，但被視為統派的她被中國國民黨本土派排斥，甚至部分中國國民黨成員認為選民可能會因其激進立場而不願支持、而將嚴重影響選情，不過也有部分新聞媒體和學者支持其論述。:285-291、300-303
儘管洪秀柱的聲望自9月開始明顯上升，在臺灣各地也有民眾集結聲援，不過換柱計畫仍逐漸成形。在黨務主管集體請辭威脅下，承受壓力的朱立倫獲得連戰、吳伯雄等人支持，馬英九也表示尊重黨內機制，而中國國民黨基層黨員與黃復興黨部則表態不反對。隨後朱立倫和李四川多次與洪秀柱會面，試圖勸說後者考量民意調查、立法委員選情與基層反應，自行調整海峽兩岸政策、或宣布退出選舉。期間洪秀柱仍持續進行行程，並規劃一系列宣傳品與後續文宣。而儘管中國國民黨計畫發動換柱行動，馬英九、吳敦義、朱立倫仍在9月30日共同參加大陸台商挺柱後援會。:300-311
2015年10月上旬，江碩平在中央常務委會提議召開臨時全國代表大會廢止洪秀柱的候選人資格，獲得數十名委員連署支持。之後朱立倫和李四川先是向洪秀柱、黨員與支持者致歉，中央委員會組織發展委員會也迅速向各縣市黨部徵詢看法，支援洪秀柱辦公室的成員則陸續返回原單位。對此洪秀柱在工作會議上表示仍會持續參選，各種後援會也在中央黨部示威抗議。在中央常務委會快速通過召開臨時全國代表大會的決議後，洪秀柱辦公室仍派遣青年團拜訪全國黨代表，請求全國黨代表連署更換候選人時採取無記名投票，並獲得100多人表態願意連署。:311-329
10月17日，僅有略為超過半數的全國黨代表參與在國父紀念館召開的第十九次全國代表大會臨時會議，絕大部分反對更換候選人者則未出席會議。在馬英九、洪秀柱、連戰、吳伯雄、朱立倫先後上臺發言後，經過有關表決方式的爭論，臨時全國代表大會以舉手方式，812票通過廢止提名洪秀柱擔任中國國民黨籍總統候選人提案，並鼓掌通過徵召中國國民黨主席朱立倫為參選人。數百名聲援洪秀柱的支持者則是聚集在國父紀念館外，抗議中國國民黨藉由臨時全國代表大會替換人選，洪秀柱之後則出面演講並向支持群眾喊話。:329-339

### 後續行動

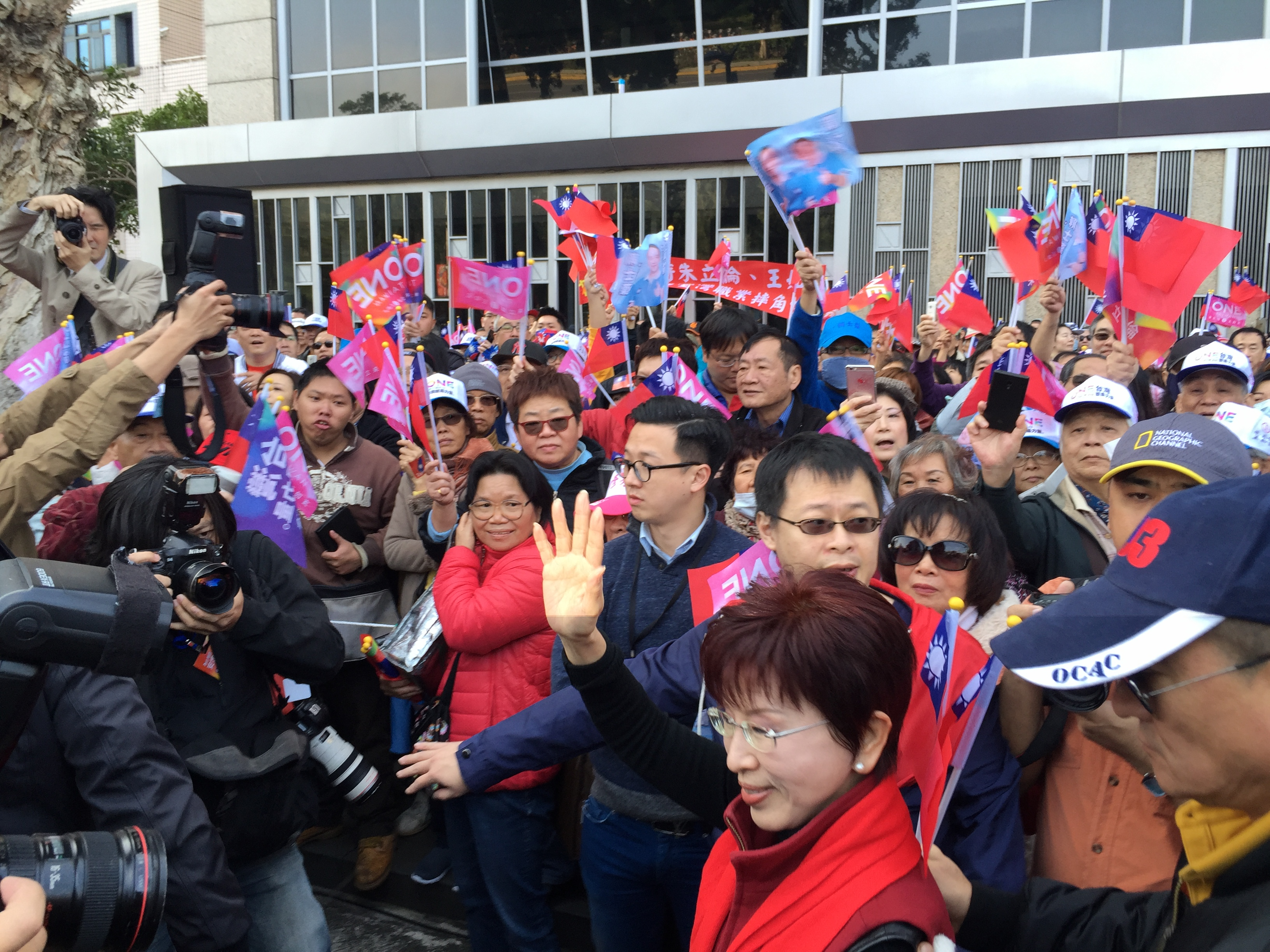
儘管中途遭到中止提名，洪秀柱之後仍持續參與朱立倫的造勢活動。

在臨時全國代表大會結束後，洪秀柱辦公室繼續維持在臺北市立建國高級中學舉行的「國民廣場」行程。不過許多事前規劃的競選活動和文宣內容之後宣告放棄，孫廷龍、張幼恬、馮怡超等主管也暫時不接受政治邀約。洪秀柱本人則是先後向中華民國國家安全局隨扈、競選辦公室志工、曾協助競選的地方黨部主任委員、中國國民黨黨代表、地方人士等致謝。洪秀柱辦公室在與監察院、台灣銀行確認後，決定比照《政治獻金法》第十五條第一項的規定，全數歸還自9月23日以來收到的所有具名方式捐贈的政治獻金，而握手杯仍然寄贈捐贈人作為留念用。:340-350
當中募得競選資金總共有2,633筆，總金額達11,832,031元。另一方面，中國國民黨中央黨部迅速組成競選辦公室，並吸納王鴻薇、陳玉梅、余騰芳、詹朝立等洪秀柱辦公室的中高階主管。中國國民黨海外黨部則向美國挺柱後援會解釋換柱行動，進而傳出批評洪秀柱在男性主導的中國國民黨內部過於突出，因為過早領表而導致其他重要人士不願出面競爭。之後新黨主席郁慕明、信心希望聯盟秘書長雷倩都曾試圖說服洪秀柱更換黨籍，乃至於重新投入2016年中華民國立法委員選舉，對此洪秀柱則表示計畫繼續留在中國國民黨。隨後朱立倫則是邀請洪秀柱出任競選總部顧問團團長，不過在選情部分遲遲沒有大幅躍升，並遭遇有關王金平爭取全國不分區立法委員、馬英九參加兩岸領導人會面等事件。:343-350
與此同時，陳亭妃、周倪安、胡忠信等人則指稱洪秀柱與中國國民黨中央黨部提出退選條件，因此屬於「搓圓仔湯」行為，並向臺灣臺北地方法院檢察署刑事告發。對此洪秀柱委託律師提告胡忠信，而最高法院檢察署特別偵查組則是因為缺乏證據，最終不起訴李四川和朱立倫。不過另一方面，洪秀柱持續為各地候選人站臺聲援、並參加於中國大陸舉辦的造勢活動外，也開始計畫2016年中國國民黨主席補選。洪秀柱辦公室為了親近年輕族群，還特地安排校園演講、座談會等各式行程；另外還首度舉辦「青雁研習營」，並依學員意願安排至各地立法委員總部協助競選工作。

## 國民黨主席
朱立倫在2016年中華民國總統選舉中敗選後，隨即辭去中國國民黨主席，由黃敏惠擔任臨時代理主席。2016年1月20日，洪秀柱宣布參選中國國民黨主席補選，希望藉此建立競爭的黨內文化。2月22日，洪秀柱提交84,822份支持其參選的中國國民黨黨員簽名，並在4天後證實獲得38,407份有效簽名，而成為這次中國國民黨主席補選的候選人，之後參加補選者還有代理主席黃敏惠、立法委員陳學聖與臺北市議員李新。不過在本土派未有積極行動、及競選成員多與新黨關係密切的情況下，也使得中國國民黨「新黨化」成為討論的議題。
3月26日，選監委員會小組召集人許水德宣布洪秀柱在中國國民黨主席補選中贏得78,829票（得票率56.16%），得票數過半而成為第一位民選的中國國民黨主席，同時也是首位女性中國國民黨主席，任期將持續到2017年7月底。在洪秀柱當選後，中國共產黨中央委員會總書記習近平也立即發布賀電，向其重申堅持九二共識和反對臺灣獨立運動的立場。同年3月30日，洪秀柱正式就任中國國民黨主席一職，另外她還接任國家政策研究基金會董事長。之後洪秀柱開始公布新的人事安排，包括任命莫天虎擔任秘書長職務，並由前立法委員蔡正元擔任與立法院黨團溝通的政策會執行長。
在當選成為中國國民黨主席後，洪秀柱認為應當改造民眾對於中國國民黨的形象。但她也轉而主張應當堅持擁有合法黨產的正當性，因而與中國國民黨籍立法委員產生衝突；之後她則表示將在2年內清查中國國民黨黨產，並在扣除負債後全數捐給公益機關。另外她亦提出中國國民黨黨內應該對往後路線發展進行辯論，認為當蔡英文政府造成海峽兩岸關係生變時，中國國民黨應當出面協調。
2016年11月1日，洪秀柱到北京參加兩岸和平發展論壇，與中共中央總書記習近平會面，實現「習洪會」。

## 卸任黨主席
2025年4月，洪秀柱到南京會見中共中央台灣工作辦公室主任、國務院台灣事務辦公室主任宋濤。宋濤表達了中共中央總書記習近平的問候，以及堅持一個中國原則和九二共識，反對台獨；而洪秀柱同樣表達堅持一中、反對台獨，並主張國家統一和民族復興。 
2025年5月，洪秀柱與旺旺集團董事長蔡衍明、旺旺中時媒體集團副董事長周錫瑋、全國商總榮譽理事長賴正鎰等人至北京參加「海峽兩岸中華文化峰會」與「兩岸媒體人峰會」，並於人民大會堂會見中國全國政協主席王滬寧、國台辦主任宋濤等人。

## 政治立場
認為中國國民黨有自身主張，且不能因為政治考量而退讓，而破除民粹則要以真話說服民眾。洪秀柱在許多場合都公開支持中華民國，並以秋瑾等革命成員故事舉例。在憲政改革部分，洪秀柱主張應依照《中華民國憲法》職責原則，而讓立法院享有實質的閣揆同意權，並朝向議會制發展，同時她亦支持不在籍投票和將投票門檻降到18歲。同時她認為《中華民國憲法》處於一個中國框架上，中華民國疆域包含治權無法實行的中國大陸地區。洪秀柱除了不滿李登輝的海峽兩岸政策與對日關係的論點，也多次批評蔡英文的政治立場。相對地，她主張海峽兩岸均屬於整體中國的部分，主權宣示重合且憲政治權分立；因此應該與中華人民共和國展開政治對話，討論參與國際組織、海峽兩岸和平協議、軍事互信等問題，確保海峽兩岸和平、國家安全與國際空間，這也使她提出「一中同表」主張。:245-249、264-272、285-299
洪秀柱認為九二共識已經達成階段性任務，因此臺灣社會應積極面對海峽兩岸的政治問題，且應當在「恪遵憲法、平等尊嚴、整體推動、確保和平、民意為本」五項原則下，進一步藉由簽訂和平協定和建立軍事互信機制，要求中華人民共和國政府承認中華民國政府的存在，確保雙方維持和平並擴展發展空間。然而此舉被視為接近新黨的終極統一立場，在意識形態上也與民主進步黨嚴重分歧。之後洪秀柱同意回歸馬英九主張的九二共識和「一中各表」，並提出正視中華民國事實存在、堅持中華民國而反對臺灣獨立、希望海峽兩岸建立穩定長遠的和平協定之訴求。為此洪秀柱認為海峽兩岸應該持續進行理性溝通，當中包括要求中華人民共和國重視國民政府領導中國抗日戰爭的歷史，並對於中華人民共和國外交部部長王毅的憲法說表示認同。蔡英文執政時期，洪秀柱接受媒體採訪時不斷重申兩岸要統一。洪秀柱認為四個堅持中的兩岸互不隸屬是謊言。:273-291
洪秀柱認為應爭取加入跨太平洋戰略經濟夥伴關係協議、東南亞區域全面經濟夥伴協定等區域經濟合作組織，並加速推動自由經濟示範區和鬆綁自由港法規，同時檢討機場和港口發展計畫與鬆綁《都市更新條例》。洪秀柱還認為應提升服務業附加價值，鼓勵企業為基層員工加薪以減免稅務，並主張建立國家職能給力學院與產學接軌服務中心。同時她主張證交稅調降為0.25%、證所稅稅率0.05%，核實申報所得稅率則設為15%。另外她認為必須兼顧民生需求與環境保護，因此應先後增加綠色能源、減少石化燃料與訂定合理電價，確保能源供應後才減少核子動力發電，並批評民主進步黨提出的非核家園主張。對於年金改革，她則認為不該延後退休年齡，且應該改革高階公務員年金並改善基金投資績效。:266-272
洪秀柱認為政府必須照顧弱勢族群，且政府可以透過道德勸說或稅務政策作為財務來源依據。同時她支持推行採取中華民國史觀的臺灣高中課程綱要微調案，並認為仍有持續修改的空間。同時她也反對民主進步黨推動文化台獨而造成海峽兩岸關係對立，認為應當以多種方式推動海峽兩岸關係，並特別重視年輕族群的對話角色。不過她也認為應該保障不同意見者的發言空間，並停止民眾間的仇恨，而新聞媒體則應當公正且客觀地傳遞資訊。同時她也長期反對廢除死刑，認為僅有被害者親屬認可下才得以免除死刑判決。洪秀柱呼籲落實性別和消除語言暴力，並曾推動「台灣女孩日」；她本人則表示不會立即反對同性婚姻，但是強調必須經過討論研商，不過她過去也曾表態支持台灣真愛聯盟。他也曾在發表的聲明，批評高雄市負債。
香港反對逃犯條例修訂草案運動期間，洪秀柱認為民進黨繼續執政也會引發類似於香港的動亂。
洪秀柱不认同西方世界广泛指责中国共产党涉及新疆种族灭绝的指控，认为所谓的种族灭绝和强迫劳动是美國和西方炮製的「謊言」。洪秀柱也认同中国共产党在新疆採取对维吾尔族穆斯林进行再教育的新疆再教育營等措施，认为是防範極端思想和恐怖主義在新疆蔓延的重要方法。

## 選舉紀錄
| 年度 | 選舉屆數                     | 選舉區                                 | 所屬政黨   | 得票數    | 得票率 | 當選標記 | 備註    |
| ---- | ---------------------------- | -------------------------------------- | ---------- | --------- | ------ | -------- | ------- |
| 1989 | 第一屆立法委員第六次增額選舉 | 臺灣省第一選舉區                       | 中國國民黨 | 53,546    | 4.82%  |          | [ 308 ] |
| 1992 | 第二屆立法委員選舉           | 臺北縣選舉區                           | 中國國民黨 | 42,730    | 3.07%  |          |         |
| 1995 | 第三屆立法委員選舉           | 臺北縣選舉區                           | 中國國民黨 | 49,563    | 3.50%  |          |         |
| 1998 | 第四屆立法委員選舉           | 全國不分區選舉區                       | 中國國民黨 | 4,659,679 | 46.40% |          |         |
| 2001 | 第五屆立法委員選舉           | 臺北縣第三選舉區                       | 中國國民黨 | 38,884    | 6.62%  |          |         |
| 2004 | 第六屆立法委員選舉           | 臺北縣第三選舉區                       | 中國國民黨 | 57,389    | 10.80% |          |         |
| 2008 | 第七屆立法委員選舉           | 全國不分區及僑居國外國民立法委員選舉區 | 中國國民黨 | 5,010,801 | 51.23% |          |         |
| 2012 | 第八屆立法委員選舉           | 全國不分區及僑居國外國民立法委員選舉區 | 中國國民黨 | 5,863,279 | 44.55% |          |         |
| 2020 | 第十屆立法委員選舉           | 臺南市第六選舉區                       | 中國國民黨 | 72,137    | 36.54% |          |         |

## 個人生活

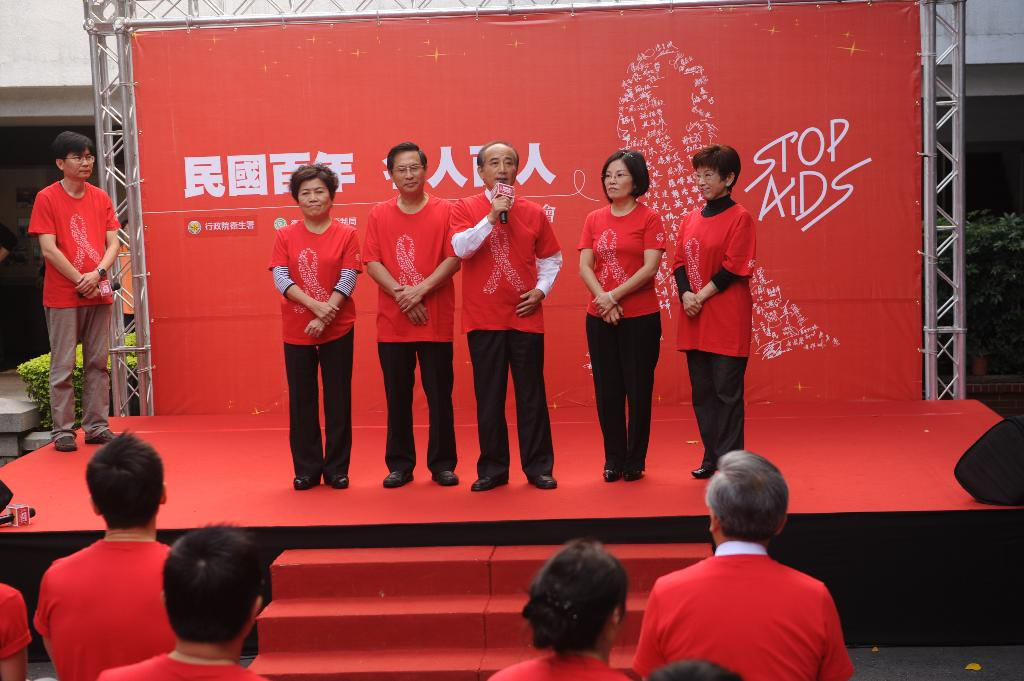
洪秀柱與王金平共同參與愛滋病防治宣導活動。

洪秀柱長期投入政治工作，其單身且未有子女。對此她表示自己已經看開，而父母也是無條件地支持她。她還表示女性不需要為自己設限，而應把握各種機會並承擔壓力，進而發揮自身的才能。洪秀柱除了飼養了兩隻分別命名為「喵」、「咪」的貓外，還收養了名為「龜龜」的蘇卡達象龜。她也長期支持幼兒教育工作，並擔任中華關懷弱勢族群愛心大聯盟理事長、中華民國世界土風舞總會理事長、中華民國腎臟防治基金會董事長、立法院世界台商之友會會長等職務，另外中華民國出版商業同業公會全國聯合會也其關心教育文化事業邀請其擔任榮譽理事長。:194-197
洪秀柱外表形象多為短髮、個頭嬌小並配戴細框眼鏡的女子。其中她極為注重自身化妝和維持工整裝扮，並幾乎每天前往永和區住家附近的曼都髮型設計與整理頭髮。不過在接受化學治療而掉髮後，洪秀柱都改戴假髮以方便梳妝造型。過去洪秀柱便曾因為膽結石、子宮肌瘤、骨刺刺穿韌帶等疾病而開刀，不過往往都是自行前往醫院處理。2011年3月，洪秀柱被檢查出罹患第一期乳癌後，她立刻安排進行手術切除。在經國立臺灣大學醫學院附設醫院手術和化學治療後，她隔年正常參加中國國民黨指定的競選造勢活動，而相關病情也在之後獲得完全康復。不過罹患乳癌的事情在2015年7月遭週刊爆料，並指稱她不能勝任競選繁重工作，對此洪秀柱隨即在中國國民黨中央黨部召開記者會澄清。:183-187
- 籍貫為浙江省餘姚市的洪秀柱能聽懂餘姚話[315][41]，她很愛唱黃梅戲與彈奏古箏[75]，並曾拜餘姚市藝術劇院姚劇團院長壽建立為師[315]。而在1991年8月，洪秀柱利用暑期期間前往美國密蘇里州的東北密蘇里州立大學學分班短暫進修，並獲得教育碩士學位[5][44][37]；不過周玉蔻在節目中批評洪秀柱的碩士學歷造假，對此中華民國教育部、杜魯門州立大學之後都予以解釋[165][316][317]，另外洪秀柱還曾在國立臺灣師範大學教育研究所[318]、國立政治大學進修[20]。在2015年年底，天下文化出版了一本以洪秀柱參與中華民國總統選舉為題材的著作《沒有走完的總統路：鐵悍柔情洪秀柱》。

### 爭議
2022年5月24日，适逢联合国人权事务高级专员巴切莱特前往中国进行为期6天的人权考察期间，国际记者联盟成员的14家媒体在隔日公开一份揭露维吾尔人被迫害情况的「新疆公安文件」。与此同时，洪秀柱在25日晚间经由中國官媒新华社播出她参观新疆的个人訪問。洪秀柱批評，美國与西方世界捏造了中国政府对维吾尔族穆斯林实施種族滅絕、強迫勞動的指控「謊言」，是因为不願看到中國崛起和試圖破壞團結。她也宣称，她在访问新疆时看到每個人臉上的燦爛的笑容和對未來的希望，认为新疆社会和谐欢乐。她也在臉書發文表示，新疆多年来為了打擊恐怖主義所付出的努力所换取到安穩平靜的生活來之不易。
此相关说法一出，引发各界论战。台灣基進痛批洪秀柱為中國種族滅絕維吾爾族的政策背書，认为相关言论只会被中國官方媒體利用「洗白」新疆种族灭绝的指控，有如國共在屠殺維族人的議題上「國共合作」。
2022年8月22日，泛藍報系聯合報刊出文章內文指，「洪秀柱等人向習（近平）誇口，已買通島內大批軍政高層」、「只要台海戰爭爆發，島內力量就會積極策應，台海戰爭就會變成月光下的和平進行曲，習對此也深信不疑......」。未料汪浩在臉書爆料，消息一出藍營施壓要求撤銷該新聞，目前該文已遭聯合報下架。對此，洪秀柱辦公室聲明表示：此刻正值兩岸危機一觸即發的當下，如此完全沒有根據，完全不負責任，完全傷害兩岸信任的報導，完全令人無法忍受！

## 外部連結
- 洪秀柱的Facebook專頁
- 洪秀柱的新浪微博
- YouTube上的洪秀柱頻道
- YouTube上的洪秀柱 青雁基金會頻道

| 中華民國政府職務 | 中華民國政府職務                                             | 中華民國政府職務                   |
| ---------------- | ------------------------------------------------------------ | ---------------------------------- |
| 立法院           |                                                              |                                    |
| 前任： 曾永權    | 立法院副院長 第八屆 2012年2月1日－2016年2月1日               | 繼任： 蔡其昌                      |
| 政党职务         |                                                              |                                    |
| 中國國民黨       |                                                              |                                    |
| 前任： 曾永權    | 中國國民黨秘書長 代理 2014年12月3日－2015年1月18日           | 繼任： 李四川                      |
| 前任： 馬英九    | 中國國民黨主席 第九屆第二次補選 2016年5月20日－2017年6月30日 | 繼任： 林政則（代理） 正任：吳敦義 |